# Saint-Ouen-du-Tilleul
Saint-Ouen-du-Tilleul é uma comuna francesa na região administrativa da Normandia, no departamento de Eure. Estende-se por uma área de 3,99 km². Em 2010 a comuna tinha 1 678 habitantes (densidade: 420,6 hab./km²).